# Rede
Il rede (o anche la rede) è un canto dove sono raccolti i principi sui quali è fondata la religione wicca.
Vi sono molteplici interpretazioni del rede, alcune molto poetiche ed altre meno. Rede è un termine ripreso dalla lingua inglese antica e significa letteralmente "consiglio" o "proverbio".
Riportata all'interno della tradizione stregonesca da Gerald Gardner che affermava che le streghe erano inclini a seguire la morale secondo il leggendario Buon Re Pausol, Fai quello che ti piace purché non danneggi nessuno, questa idea è stata messa in un distico in rima chiamato il rede wicca.
All'interno del rede si trovano regole di vita e di comportamento che ogni wiccan dovrebbe rispettare, ma anche consigli e nozioni d'occulto: ad esempio è evidenziata l'importanza del sorbo e delle fasi lunari.
Tutto il canto è basato e riassunto nell'ultimo verso, nel quale si coglie il vero fondamento di questo culto pacifico ("Se non fai del male, fa ciò che vuoi"). 
Qui di seguito viene trascritta una poetica interpretazione della rede (che secondo i wiccan è stata tramandata dalla Dea Madre).

## Il rede wicca
Osservare la Rede noi dobbiamo,
con tutto l'Amore e Fiducia che abbiamo.
Vivi e poi vivere sappi lasciare,
onesto nel prendere e giusto nel dare.

Devi tre volte il cerchio segnare,
perché i maligni tu possa cacciare.
Incatena la formula, incatenala bene,
esprimila in rima, come conviene.

Dolce lo sguardo e tocco leggero,
ascolta molto e parla sincero.
Gli Antichi Dei, di nome e di fatto, onora,
che amore e luce siano nostre guide ancora.

Deosil segui la Luna in crescendo,
e Runa di Streghe vai ripetendo.
Widdershins invece su Luna calante,
canta una Runa malaugurante.

Quando la Luna nel cielo non vedrai,
la mano alla Madre due volte bacerai.
E quando Piena la Luna rimane,
le attese del cuore non saran vane.

Attenta quando dal Nord la forte tempesta viene:
chiudi le porte e molla le vele.
Quando il vento dall'Est comincia a soffiare,
ci son novità e feste da fare.

Quando il vento del Sud sta per arrivare,
l'amor sulle labbra ti vuole baciare.
Quando dall'Ovest il vento sussurrerà,
ogni cuore pace e riposo troverà.

Nove legni nel calderone devono andare,
veloci nell'accendere, lenti nel bruciare.
La Betulla Archiviato il 2 novembre 2019 in Internet Archive. nel fuoco finirà,
per rappresentare ciò che la Dea sa.

Potente la Quercia la foresta sovrasta,
ma è dal fuoco del Dio che la comprensione passa.
Il Sorbo è un albero di potere e fulgore,
dona vita dalle bacche e magia dal suo fiore.

Il Salice vicino all'acqua ci aspetta,
quando l'anima alla Terra d'Estate è diretta.
Il Biancospino è bruciato per purificare,
e all'occhio il regno delle fate svelare.

Il Nocciolo, albero di saggezza ed apprendimento,
aggiunge la sua forza al vivo fuoco in fomento.
Bianco il fiore del Melo sarà,
albero che porta frutti di fertilità.

La Vite simboleggia l'uva e la vita,
donandoci vino e gioia infinita.
L'Abete contrassegna il perenne restare,
che l'immortale vita va a rappresentare.

Sia il Sambuco l'albero eletto,
non lo bruciare o sarai maledetto.
I grandi Sabba quattro volte ci saranno,
nella luce e nell'oscurità si festeggeranno.

Come l'anno vecchio inizia a scemare,
con Samhain il nuovo sta per iniziare.
Quando il tempo di Imbolc vedi arrivare,
guarda i fiori le nevi attraversare.

Quando la Ruota inizia a girare,
lascia i fuochi di Beltane bruciare.
Quando a Lamas la ruota gira,
all'interno del rito il potere si attira.

I Sabba minori quattro volte cadranno,
usa il sole finché tutti marcati saranno.
Quando la ruota a Yule giungerà,
accendi il ceppo e il Cornuto regnerà.

In primavera, quando la notte uguaglia il giorno,
è tempo per Ostara di venirci incontro.
Quando il Sole più in alto sarà,
la Quercia, l’Agrifoglio combatterà.

Per uno e per tutti avverrà il raccolto,
quando l’Equinozio d’Autunno sarà colto.
Dalla Signora sarai benedetto,
se selva e fiori tratterai con rispetto.

E dove l’acqua si va ad increspare,
getta una pietra e la verità traspare.
Quando un vero bisogno tu avrai,
l'avidità altrui ignorerai.

Con degli sciocchi il tuo tempo è sprecato,
e come loro sarai giudicato.
In gioia l'addio, in gioia l'incontro,
cuore caldo e sorriso sul volto.

Ricorda la Legge del Triplo: è fatale,
ritorna tre volte sia il bene che il male.
Se la sfortuna è alle porte,
segna una stella sulla fronte.

E che tu sia leale in amore,
o anche il tuo amante sarà ingannatore.

Son otto parole la rede per noi:
“Se male non fai, fa' ciò che vuoi.”
dall'originale di Lady Gwen Thompson, pubblicato per la prima volta su Green Egg Magazine, Vol. III. No. 69 (Ostara 1975).